# Zhongming, Anhui
Zhongming är en köping i östra Kina. Den ligger i stadsdistriktet Yi'an i staden Tongling i provinsen Anhui, omkring 120 kilometer sydost om provinshuvudstaden Hefei. Antalet invånare är 37 585. Befolkningen består av 18 315 kvinnor och 19 270 män. Barn under 15 år utgör 15,0 %, vuxna 15-64 år 72 %, och äldre över 65 år 11,0 %.